# Armorial des communes de l'Ariège
- le nombre de blasons représentés est faible par rapport au sujet de la page.

Blason de l'Ariège : D'or à trois pals de gueules, sur le tout d'azur à une cloche d'argent.

Cette page dresse l'ensemble des armoiries (figures et blasonnements) connues des communes de l'Ariège disposant à ce jour d'un blason.

(0 dessin(s) en attente.)
- Haut – A
- B
- C
- D
- E
- F
- G
- H
- I
- J
- K
- L
- M
- N
- O
- P
- Q
- R
- S
- T
- U
- V
- W
- X
- Y
- Z

## A
| Blason de Aigues-Vives | Blason  | D'or à deux pals de sinople et au chef du même.                                        |
| Blason de Aigues-Vives | Détails | Site de la Communauté de Communes du Pays de Mirepoix, 2018. Auteur(s)Charles d'Hozier |

| Blason de Arrout | Blason  | Écartelé : d'azur à un besant d'or, et d'argent à une aigle éployée de sable. |
| Blason de Arrout | Détails | Site Internet de la commune, 2013.                                            |

| Blason de Arvigna | Blason  | D'or à trois chevrons haussés celui en chef écimé mouvant du sommet de l'écu, tous de sable; à une porte de ville donjonnée de gueules ouverte et ajourée du champ brochante; à la filière de sinople. |
| Blason de Arvigna | Détails | Entête de document de la mairie, 2022. |

| Blason de Ax-les-Thermes | Blason  | D'or à trois pals de gueules.                    |
| Blason de Ax-les-Thermes | Détails | Le statut officiel du blason reste à déterminer. |

Pas d'information pour les communes suivantes : Aigues-Juntes, L'Aiguillon, Albiès, Aleu, Alliat, Allières, Alos (Ariège), Alzen, Antras (Ariège), Appy, Arabaux, Argein, Arignac, Arnave, Arrien-en-Bethmale, Artigat, Artigues (Ariège), Artix (Ariège), Ascou, Aston (Ariège), Aucazein, Audressein, Augirein, Aulos (Ariège), Aulus-les-Bains, Auzat, Axiat
- Haut – A
- B
- C
- D
- E
- F
- G
- H
- I
- J
- K
- L
- M
- N
- O
- P
- Q
- R
- S
- T
- U
- V
- W
- X
- Y
- Z

## B
| Blason de Barjac | Blason  | D'azur à un palmier de sinople fûté et fruité d'or, accompagné en pointe de deux branches de laurier de sinople, les tiges passées en sautoir en pointe et liées d'or, au chef d'or chargé de trois pals de gueules. |
| Blason de Barjac | Détails | Site Internet de la commune, 2022. Auteur(s)J-F Binon. |

| Blason de La Bastide-de-Bousignac | Blason  | D'azur à deux haches d'argent passées en sautoir. |
| Blason de La Bastide-de-Bousignac | Détails | Le statut officiel du blason reste à déterminer.  |

| Blason de La Bastide-de-Lordat | Blason  | D'or à un chevron rompu de sable.                                          |
| Blason de La Bastide-de-Lordat | Détails | Le statut officiel du blason reste à déterminer. Auteur(s)Charles d'Hozier |

| Blason de La Bastide-de-Sérou | Blason  | D'azur à une tour d'or sur une terrasse de sinople.                        |
| Blason de La Bastide-de-Sérou | Détails | Le statut officiel du blason reste à déterminer. Auteur(s)Charles d'Hozier |

| Blason de La Bastide-sur-l'Hers | Blason  | Taillé de gueules et de sinople.                 |
| Blason de La Bastide-sur-l'Hers | Détails | Le statut officiel du blason reste à déterminer. |

| Blason de Bélesta | Blason  | D'argent au chef bandé de gueules et du champ.   |
| Blason de Bélesta | Détails | Le statut officiel du blason reste à déterminer. |

| Blason de Belloc | Blason  | D'or à la croix latine d'argent. |
| Blason de Belloc | Détails | * Il y a là non-respect de la règle de contrariété des couleurs : ces armes sont fautives (argent sur or). Le statut officiel du blason reste à déterminer. |

| Blason de Bénaix | Blason  | Écartelé : d'argent à trois clous de sable et de gueules au lion d'or, le tout sommé d'un chef d'azur chargé de trois étoiles d'or. |
| Blason de Bénaix | Détails | Le statut officiel du blason reste à déterminer.                                                                                    |

| Blason de Besset | Blason  | Parti : de sinople et de sable.                  |
| Blason de Besset | Détails | Le statut officiel du blason reste à déterminer. |

| Blason de Biert | Blason  | De gueules à une cloche d'argent, chapé ployé d'or chargé à dextre d'une feuille de chêne de sinople et à senestre d'une feuille de hêtre du même. Devise / CriToutis amasso, ja i arribaram (« Tous ensemble, nous y arriverons ») |
| Blason de Biert | Détails | Site Internet de la commune, 2023. Auteur(s)J-F Binon. |

| Blason de Bompas | Blason  | De sinople à la pointe ondée d'or accostée de deux roues de moulin, celle de dextre d'or à quatre rais en sautoir et chargée de quatre épis de blé du même aboutés en croix, celle de senestre d'argent à huit rais en losange facettés et au moyeu du même, au chef ondé cousu* de gueules et chargé de trois fers de moulin d'or. Devise / CriCe coin de Terre me sourit |
| Blason de Bompas | Détails | * Ces armes emploient le terme « cousu » dans le seul but de contrevenir à la règle de contrariété des couleurs : elles sont fautives : gueules sur sinople. Le statut officiel du blason reste à déterminer. |

| Blason de Bonnac | Blason  | Écartelé : au 1er de gueules à un lion d'argent, au 2e et 3e de sinople à un roc d'échiquier d'or, au 4e de gueules à trois pals d'or. Devise / CriQui me couneich m'aimo. |
| Blason de Bonnac | Détails | Le statut officiel du blason reste à déterminer. |

| Blason de Les Bordes-sur-Arize | Blason  | Parti d'azur à un château crénelé, donjonné d'argent et soutenu d'une rivière ondée d'or, et de gueules à deux gerbes de blé d'or soutenues d'une grappe de raisin d'argent, au chef tiercé en pal : au 1er de gueules à une coquille d'or, au 2e d'or à trois pals de gueules et quatre otelles d'argent adossées et posées en sautoir brochant sur le tout, au 3e d'azur à une croix d'or à huit pointes pommelées, soutenue d'une colombe au vol étendu, la tête vers la pointe, du même. |
| Blason de Les Bordes-sur-Arize | Détails | Le statut officiel du blason reste à déterminer. |

| Blason de Bordes-Uchentein | Blason  | Écartelé: au 1 palé de gueules et d'or, au 2 d'azur à une montagne de gueules, le sommet enneigé d'or, chargée d'un berger de sable accompagné de deux moutons paissant d'argent, au 3 de gueules à la tête d'isard coupée et contournée de sable ombrée d'argent, au 4 palé d'or et de gueules. * Il y a là non-respect de la règle de contrariété des couleurs : ces armes sont fautives (sable sur gueules et gueules sur azur). |
| Blason de Bordes-Uchentein | Détails | Adopté le 1er mars 2019. Auteur(s)J-F Binon. |

Pas d'information pour les communes suivantes : Bagert, Balacet, Balaguères, La Bastide-de-Besplas, La Bastide-du-Salat, Baulou, Bédeilhac-et-Aynat, Bédeille (Ariège), Bénac (Ariège), Benagues, Bestiac, Betchat, Bethmale (Ariège), Bézac, Bonac-Irazein, Le Bosc (Ariège), Bouan, Boussenac, Brassac (Ariège), Brie (Ariège), Burret, Buzan
- Haut – A
- B
- C
- D
- E
- F
- G
- H
- I
- J
- K
- L
- M
- N
- O
- P
- Q
- R
- S
- T
- U
- V
- W
- X
- Y
- Z

## C
| Blason de Calzan | Blason  | Palé et contre-palé de sable et d'argent de six pièces.                    |
| Blason de Calzan | Détails | Le statut officiel du blason reste à déterminer. Auteur(s)Charles d'Hozier |

| Blason de Camon | Blason  | Palé et contre-palé d'or et de gueules de quatre pièces.                   |
| Blason de Camon | Détails | Le statut officiel du blason reste à déterminer. Auteur(s)Charles d'Hozier |

| Blason de Canté | Blason  | Parti : au 1 d'argent à une hache d'armes d'azur posée en bande, au 2 de sinople à deux clés d'argent passées en sautoir, le tout au chef d'or à trois pals de gueules.                                                                                 |
| Blason de Canté | Détails | Le PV d'adoption présente un descriptif peu héraldique : Les trois pals de gueules (rouges), la hache d'arme, les clés croisées accompagnées de la couleur verte & un listel d'or chargé du texte « Canté » Adopté le 22 mars 2024. Auteur(s)J-F Binon. |

| Blason de Carla-Bayle | Blason  | De gueules au lion d'or.                                                   |
| Blason de Carla-Bayle | Détails | Le statut officiel du blason reste à déterminer. Auteur(s)Charles d'Hozier |

| Blason de Carla-de-Roquefort | Blason  | Taillé cannelé de gueules et d'or.                                         |
| Blason de Carla-de-Roquefort | Détails | Le statut officiel du blason reste à déterminer. Auteur(s)Charles d'Hozier |

| Blason de Castillon-en-Couserans | Blason  | De gueules à une tour d’argent surmontée d'une cigogne du même.            |
| Blason de Castillon-en-Couserans | Détails | Le statut officiel du blason reste à déterminer. Auteur(s)Charles d'Hozier |

| Blason de Caussou | Blason  | De gueules à la croix cléchée, vidée et pommetée de douze pièces d'or, accompagnée au canton senestre du chef d'une étoile à sept rais du même. |
| Blason de Caussou | Détails | Le statut officiel du blason reste à déterminer.                                                                                                |

| Blason de Cazals-des-Baylès | Blason  | De gueules à un triangle d'or.                   |
| Blason de Cazals-des-Baylès | Détails | Le statut officiel du blason reste à déterminer. |

| Blason de Cazenave-Serres-et-Allens | Blason  | Tiercé en fasce : au 1er d'azur à la chaîne de montagne d'argent mouvant des flancs, au 2e de sinople à la croix cléchée vidée et pommetée de douze pièces d'argent, adextrée d'une tour donjonnée du même, ouverte, ajourée et maçonnée de sable, senestrée d'un fer de moulin d'argent, au 3e d'or à trois pals de gueules. |
| Blason de Cazenave-Serres-et-Allens | Détails | Le statut officiel du blason reste à déterminer. |

| Blason de Coutens | Blason  | D'azur à deux billettes d'or posées et rangées en bande, l'une en chef et l'autre en pointe. |
| Blason de Coutens | Détails | Le statut officiel du blason reste à déterminer. Auteur(s)Charles d'Hozier                   |

Pas d'information pour les communes suivantes : Les Cabannes (Ariège), Cadarcet, Camarade (Ariège), Campagne-sur-Arize, Capoulet-et-Junac, Carcanières, Le Carlaret, Castelnau-Durban, Castéras, Castex (Ariège), Caumont (Ariège), Caychax, Cazaux (Ariège), Cazavet, Celles (Ariège), Cérizols, Cescau (Ariège), Château-Verdun, Clermont (Ariège), Contrazy, Cos (Ariège), Couflens, Coussa, Crampagna
- Haut – A
- B
- C
- D
- E
- F
- G
- H
- I
- J
- K
- L
- M
- N
- O
- P
- Q
- R
- S
- T
- U
- V
- W
- X
- Y
- Z

## D
| Blason de Dalou | Blason  | Palissé en fasce d'azur et d'or.                                           |
| Blason de Dalou | Détails | Le statut officiel du blason reste à déterminer. Auteur(s)Charles d'Hozier |

| Blason de Daumazan-sur-Arize | Blason  | D'or au chevron abaissé de gueules.                                        |
| Blason de Daumazan-sur-Arize | Détails | Le statut officiel du blason reste à déterminer. Auteur(s)Charles d'Hozier |

| Blason de Dun | Blason  | Palissé en fasce de gueules et d'or de six pièces.                         |
| Blason de Dun | Détails | Le statut officiel du blason reste à déterminer. Auteur(s)Charles d'Hozier |

| Blason de Durban-sur-Arize | Blason  | D’azur aux trois fasces d’or.                    |
| Blason de Durban-sur-Arize | Détails | Le statut officiel du blason reste à déterminer. |

Pas d'information pour les communes suivantes : Dreuilhe, Durfort (Ariège)
- Haut – A
- B
- C
- D
- E
- F
- G
- H
- I
- J
- K
- L
- M
- N
- O
- P
- Q
- R
- S
- T
- U
- V
- W
- X
- Y
- Z

## E
| Blason de Esclagne | Blason  | Parti : de gueules et d'or à une bande de l'un en l'autre.                 |
| Blason de Esclagne | Détails | Le statut officiel du blason reste à déterminer. Auteur(s)Charles d'Hozier |

Pas d'information pour les communes suivantes : Encourtiech, Engomer, Ercé, Erp, Escosse, Esplas, Esplas-de-Sérou, Eycheil
- Haut – A
- B
- C
- D
- E
- F
- G
- H
- I
- J
- K
- L
- M
- N
- O
- P
- Q
- R
- S
- T
- U
- V
- W
- X
- Y
- Z

## F
| Blason de Ferrières-sur-Ariège | Blason  | D'or à six fers à cheval de sable.                                                                             |
| Blason de Ferrières-sur-Ariège | Détails | Armes parlantes (Ferrières ⇒ fers). Le statut officiel du blason reste à déterminer. Auteur(s)Charles d'Hozier |

| Blason de Foix | Blason  | D'or à trois pals de gueules.                                              |
| Blason de Foix | Détails | Le statut officiel du blason reste à déterminer. Auteur(s)Charles d'Hozier |

| Blason de Le Fossat | Blason  | Tranché : de sinople et d'or.                                                                     |
| Blason de Le Fossat | Détails | Le Fossat et Vira ont le même blason (d'Hozier). Le statut officiel du blason reste à déterminer. |

Pas d'information pour les communes suivantes : Fabas (Ariège), Fornex, Fougax-et-Barrineuf, Freychenet
- Haut – A
- B
- C
- D
- E
- F
- G
- H
- I
- J
- K
- L
- M
- N
- O
- P
- Q
- R
- S
- T
- U
- V
- W
- X
- Y
- Z

## G
| Blason de Garanou | Blason  | Parti: au 1 de gueules à un pont alésé en dos d'âne d'or, maçonné de sable, d'où s'écoule une rivière sinueuse d'argent, au 2 d'azur à trois gerbes d'or, liées de gueules; le tout au chef de sinople chargé d'un sautoir d'argent sur lequel est brochante une croix cléchée, pommetée de douze pièces d'or, remplie de gueules . |
| Blason de Garanou | Détails | Adopté le 02/07/2009 Auteur(s)J-F Binon. |

| Blason de Gaudiès | Blason  | D'argent à la croix alésée de sinople.                                     |
| Blason de Gaudiès | Détails | Le statut officiel du blason reste à déterminer. Auteur(s)Charles d'Hozier |

Pas d'information pour les communes suivantes : Gabre, Gajan (Ariège), Galey, Ganac, Génat, Gestiès, Goulier, Gourbit, Gudas
- Haut – A
- B
- C
- D
- E
- F
- G
- H
- I
- J
- K
- L
- M
- N
- O
- P
- Q
- R
- S
- T
- U
- V
- W
- X
- Y
- Z

## H
Pas d'information pour les communes suivantes : L'Herm, L'Hospitalet-près-l'Andorre

## I
| Blason de Ilhat | Blason  | D'argent à une bande componée de gueules et d'or.                          |
| Blason de Ilhat | Détails | Le statut officiel du blason reste à déterminer. Auteur(s)Charles d'Hozier |

| Blason de Issards (Les) | Blason  | Parti : de gueules et d'or, à une colombe contournée et essorante d'argent brochant en pointe, accompagnée en chef d'une croix cléchée, vidée et pommetée de douze pièces d'or chargeant le gueules et d'un bouquet de rameaux d'olivier de sinople fruités de sable chargeant l'or. |
| Blason de Issards (Les) | Détails | Le statut officiel du blason reste à déterminer. |

Pas d'information pour les communes suivantes : Ignaux, Illartein, Illier-et-Laramade

## J
Pas d'information pour les communes suivantes : Justiniac

## L
| Blason de Lacave | Blason  | Coupé ondé : au 1er parti au I de gueules à saint Michel terrassant un dragon, d'or et brochant sur une croix cléchée, vidée, pommetée de douze pièces et défaillante à dextre du même, au II d'argent à une roue de moulin de sable, au 2e de sinople à une gabarre d'or habillée d'argent. |
| Blason de Lacave | Détails | adopté en novembre 2020. Auteur(s)J-F Binon. |

| Blason de Lagarde | Blason  | D'argent à une barre componée de sinople et d'or.                          |
| Blason de Lagarde | Détails | Le statut officiel du blason reste à déterminer. Auteur(s)Charles d'Hozier |

| Blason de Lapenne | Blason  | De gueules au pal flamboyant d'or.               |
| Blason de Lapenne | Détails | Le statut officiel du blason reste à déterminer. |

| Blason de Laroque-d'Olmes | Blason  | De gueules à trois rocs d'échiquier d'or. |
| Blason de Laroque-d'Olmes | Détails | Armes parlantes (Laroque ⇒ rocs). La municipalité utilise alternativement les deux blasons et porte celui de gueules légèrement modernisé en logo. |
| Blason de Laroque-d'Olmes | Alias   | D'azur à trois rochers d'argent. |

| Blason de Lavelanet | Blason  | D'argent à une branche de noisetier au naturel, au chef parti, au 1er d'azur à un croissant accosté de deux étoiles, le tout d'argent, au 2e de gueules à une croix cléchée, vidée et pommetée de douze pièces d'or. |
| Blason de Lavelanet | Détails | Armes parlantes (Lavelanet du latin avellana, « noisette ».). Le statut officiel du blason reste à déterminer. |

| Blason de Léran | Blason  | Écartelé : d’or à trois chevrons de sable et d’or à trois pals de gueules (1696). |
| Blason de Léran | Détails | Le statut officiel du blason reste à déterminer.                                  |

| Blason de Lescure | Blason  | Parti d'azur à l'église du lieu d'or maçonnée, ouverte et ajourée de sable mouvant du flanc senestre, et de gueules à la croix cléchée, vidée et pommetée de douze pièces d'or, le tout sommé d'un chef de sinople chargé de trois coquilles d'or. |
| Blason de Lescure | Détails | adoptée le 23 février 2012. Auteur(s)J-F Binon. |

| Blason de Lesparrou | Blason  | D'azur à trois billettes d’or posées en pal.                               |
| Blason de Lesparrou | Détails | Le statut officiel du blason reste à déterminer. Auteur(s)Charles d'Hozier |

| Blason de Lézat-sur-Lèze | Blason  | D'azur à trois tours d'argent, celle du milieu plus haute que les deux autres, rangées sur une terrasse de sinople. |
| Blason de Lézat-sur-Lèze | Détails | Le statut officiel du blason reste à déterminer. Auteur(s)Charles d'Hozier                                          |

| Blason de Lieurac | Blason  | Parti émanché d’or et de sinople.                                          |
| Blason de Lieurac | Détails | Le statut officiel du blason reste à déterminer. Auteur(s)Charles d'Hozier |

| Blason de Limbrassac | Blason  | D'azur à trois billettes d'or rangées en barre.                            |
| Blason de Limbrassac | Détails | Le statut officiel du blason reste à déterminer. Auteur(s)Charles d'Hozier |

| Blason de Lordat | Blason  | D’or à la croix alésée de gueules.               |
| Blason de Lordat | Détails | Le statut officiel du blason reste à déterminer. |

| Blason de Ludiès | Blason  | D'argent à la croix alésée de sable.                                       |
| Blason de Ludiès | Détails | Le statut officiel du blason reste à déterminer. Auteur(s)Charles d'Hozier |

Pas d'information pour les communes suivantes : Labatut (Ariège), Lacourt, Lanoux, Lapège, Larbont, Larcat, Larnat, Lasserre (Ariège), Lassur, Lercoul, Lescousse, Leychert, Lissac (Ariège), Lorp-Sentaraille, Loubaut, Loubens (Ariège), Loubières, Luzenac
- Haut – A
- B
- C
- D
- E
- F
- G
- H
- I
- J
- K
- L
- M
- N
- O
- P
- Q
- R
- S
- T
- U
- V
- W
- X
- Y
- Z

## M
| Blason de Madière | Blason  | Écartelé : au 1er d'azur au sautoir d'or, au 2e de gueules à la croix cléchée, vidée et pommetée de douze pièces d'or, au 3e d'or à quatre pals de gueules, au 4e d'or au pèlerin marchant de carnation, vêtu d'azur, tenant dans sa dextre un bâton crossé de gueules et dans sa senestre un livre d'or. |
| Blason de Madière | Détails | Le statut officiel du blason reste à déterminer. |

| Blason de Malegoude | Blason  | De gueules mantelé d'azur. |
| Blason de Malegoude | Détails | Blason non fautif car la mantelé est en partition et non en pièce honorable. Le statut officiel du blason reste à déterminer. |

| Blason de Le Mas-d'Azil | Blason  | De gueules au château d’argent ouvert du champ (1814). |
| Blason de Le Mas-d'Azil | Détails | Différences entre dessin et blasonnement : le château est dessiné de façon fantaisiste et est représenté ouvert de sable alors qu'il est dit ordinaire et ouvert du champ. Le statut officiel du blason reste à déterminer. |

| Blason de Massat | Blason  | Coupé : d'un parti d'argent à deux loups d'azur armés et langués de gueules l'un au-dessus l'autre, et d'or à trois pals alésés combinés en pointe avec une fasce aussi alésée, le tout de gueules, au 2e d'azur à six losanges de gueules*, trois mal ordonnées à dextre et trois mal ordonnées à senestre et au chef denché de gueules*, sur le tout de gueules à l'ours debout de sable* langué et armé d'argent. |
| Blason de Massat | Détails | * Il y a là non-respect de la règle de contrariété des couleurs : ces armes sont fautives (gueules sur azur et sable sur gueules). Conflit héraldique : le blasonnement dit armés de gueules sur l’écu mais les loups n’ont pas de griffes rouges. Le statut officiel du blason reste à déterminer. |

| Blason de Mazères | Blason  | D'azur à un dextrochère de carnation mouvant du flanc senestre d'une nuée d'argent et tenant une lance d'or. |
| Blason de Mazères | Détails | Le statut officiel du blason reste à déterminer. Auteur(s)Charles d'Hozier                                   |
| Blason de Mazères | Alias   | De sinople à trois tours d'or.                                                                               |

| Blason de Méras | Blason  | D'azur à une barre d'or accompagnée de deux merlettes de même.             |
| Blason de Méras | Détails | Le statut officiel du blason reste à déterminer. Auteur(s)Charles d'Hozier |

| Blason de Mérens-les-Vals | Blason  | Écartelé : aux 1er et 4e d'or à trois pals de gueules, au 2e d'or au cheval passant et contourné de sable, au 3e d'or à l'église du lieu au naturel, ajourée du champ et posée sur une terrasse isolée de sinople. |
| Blason de Mérens-les-Vals | Détails | Le statut officiel du blason reste à déterminer. |

| Blason de Mirepoix | Blason  | De gueules au poisson d'or en fasce, au chef d'azur* chargé de trois étoiles d'or. |
| Blason de Mirepoix | Détails | * Il y a là non-respect de la règle de contrariété des couleurs : ces armes sont fautives (azur sur gueules, soit émail sur émail : fautif). Le statut officiel du blason reste à déterminer. Auteur(s)Charles d'Hozier |

| Blason de Montaut | Blason  | Écartelé : au 1er de gueules à trois pals d'or, au 2e d'azur à un monde d'argent, au 3e d'or à un château de gueules et au 4e d'argent à deux vaches passantes de sable. |
| Blason de Montaut | Détails | Le statut officiel du blason reste à déterminer. Auteur(s)Charles d'Hozier                                                                                               |

| Blason de Montbel | Blason  | D'argent à une croix latine de sinople.                                    |
| Blason de Montbel | Détails | Le statut officiel du blason reste à déterminer. Auteur(s)Charles d'Hozier |

| Blason de Montferrier | Blason  | D'azur à trois fusées d'or posées en fasce.                                |
| Blason de Montferrier | Détails | Le statut officiel du blason reste à déterminer. Auteur(s)Charles d'Hozier |

| Blason de Montségur | Blason  | De gueules à la croix cathare d’or.              |
| Blason de Montségur | Détails | Le statut officiel du blason reste à déterminer. |

| Blason de Moulin-Neuf | Blason  | Coupé émanché de deux pièces de sinople et d'argent. |
| Blason de Moulin-Neuf | Détails | Le statut officiel du blason reste à déterminer.     |

Pas d'information pour les communes suivantes : Malléon, Manses, Mauvezin-de-Prat, Mauvezin-de-Sainte-Croix, Mercenac, Mercus-Garrabet, Mérigon, Mijanès, Monesple, Montagagne, Montaillou, Montardit, Montégut-en-Couserans, Montégut-Plantaurel, Montels (Ariège), Montesquieu-Avantès, Montfa (Ariège), Montgaillard (Ariège), Montgauch, Montjoie-en-Couserans, Montoulieu (Ariège), Montseron, Moulis (Ariège)
- Haut – A
- B
- C
- D
- E
- F
- G
- H
- I
- J
- K
- L
- M
- N
- O
- P
- Q
- R
- S
- T
- U
- V
- W
- X
- Y
- Z

## N
Pas d'information pour les communes suivantes : Nalzen, Nescus, Niaux

## O
Pas d'information pour les communes suivantes : Orgeix, Orgibet, Orlu (Ariège), Ornolac-Ussat-les-Bains, Orus, Oust (Ariège)

## P
| Blason de Pamiers | Blason  | Coupé d'un et parti de deux : au 1er de gueules au lion d'or, au 2e d'azur à la fleur de lys d'or, au 3e d'or aux trois fasces de gueules, au 4e de gueules à l'aigle bicéphale d'or surmontée d'une couronne du même, au 5e de gueules à la tour crénelée de cinq pièces d'argent, ouverte, ajourée et maçonnée de sable, au 6e d'or à l'ormeau arraché de sinople. |
| Blason de Pamiers | Détails | Le statut officiel du blason reste à déterminer. |

| Blason de Péreille | Blason  | Tranché : au 1er d'azur à un vautour percnoptère en vol et contourné d'argent, au 2e de gueules à une croix cathare d'or. |
| Blason de Péreille | Détails | Le vautour percnoptère est symbolique de la commune, celui-ci revenant chaque année nicher sur les falaises de Péreille. La croix dite cathare est celle de Raymond de Péreille, également reprise par la commune de Montségur. adoptée en octobre 2020. Auteur(s)Aimé Monge |

| Blason de Peyrat (Le) | Blason  | De gueules à un triangle d'argent. |
| Blason de Peyrat (Le) | Détails | Ce blason a été attribué par d'Hozier à Pierre Cailhau, habitant du Peyrat. Le statut officiel du blason reste à déterminer. Auteur(s)Charles d'Hozier |

| Blason de Prades | Blason  | D'azur à une croix d'or.                                                   |
| Blason de Prades | Détails | Le statut officiel du blason reste à déterminer. Auteur(s)Charles d'Hozier |

| Blason de Pradettes | Blason  | Parti : de gueules et d’or à la bande brochant de l'un en l'autre. |
| Blason de Pradettes | Détails | Le statut officiel du blason reste à déterminer.                   |

| Blason de Prat-Bonrepaux | Blason  | Tiercé en pairle renversé: au 1) d'azur à une église (du lieu?) d'argent, au 2) d'or à la tierce ondée et alésée en fasce de sable, soutenus de trois poissons d'argent*, nadeant l'un au-dessus de l'autre, au 3) parti : au 3a) d'or à un épi de blé et à une faux sur lui brochant en bande, les deux d'argent*, au 3b) d'azur à une tour carrée (du lieu?) d'argent essorée de sable. |
| Blason de Prat-Bonrepaux | Détails | * Il y a là non-respect de la règle de contrariété des couleurs : ces armes sont fautives (argent sur or ). Le statut officiel du blason reste à déterminer. |

| Blason de Les Pujols | Blason  | D'or au créquier de sinople sur un coupeau de gueules. |
| Blason de Les Pujols | Détails | Le statut officiel du blason reste à déterminer.       |

Pas d'information pour les communes suivantes : Pailhès (Ariège), Pech, Perles-et-Castelet, Le Pla, Le Port (Ariège), Pradières, Prayols, Le Puch.
- Haut – A
- B
- C
- D
- E
- F
- G
- H
- I
- J
- K
- L
- M
- N
- O
- P
- Q
- R
- S
- T
- U
- V
- W
- X
- Y
- Z

## Q
Pas d'information pour les communes suivantes : Quérigut, Quié

## R
| Blason de Régat | Blason  | D'argent à une bordure d'azur.                                             |
| Blason de Régat | Détails | Le statut officiel du blason reste à déterminer. Auteur(s)Charles d'Hozier |

| Blason de Rieucros | Blason  | D'argent à une barre componée de gueules et d'or.                          |
| Blason de Rieucros | Détails | Le statut officiel du blason reste à déterminer. Auteur(s)Charles d'Hozier |

| Blason de Rieux-de-Pelleport | Blason  | De gueules à l'agneau pascal d'argent portant une croix haute du même, à la banderole d'azur chargée d'une croisette pattée d'or, au chef cousu d'azur chargé de trois fleurs de lys d'or. |
| Blason de Rieux-de-Pelleport | Détails | Le statut officiel du blason reste à déterminer. |

| Blason de Rimont | Blason  | D'or au pin terrassé de sinople et fruité de cinq pièces du champ. |
| Blason de Rimont | Détails | Il s'agit des armes de l'abbaye des Prémontrés à Combelongue, fondée en 1138 par le comte Arnaud de Pallars. Il y sera ajouté une bastide en 1273 qui deviendra Rimont. Le statut officiel du blason reste à déterminer. |

| Blason de Roquefort-les-Cascades | Blason  | D'argent à une bande componée de gueules et d'or.                          |
| Blason de Roquefort-les-Cascades | Détails | Le statut officiel du blason reste à déterminer. Auteur(s)Charles d'Hozier |

Pas d'information pour les communes suivantes : Rabat-les-Trois-Seigneurs, Raissac, Rivèrenert, Roquefixade, Roumengoux, Rouze
- Haut – A
- B
- C
- D
- E
- F
- G
- H
- I
- J
- K
- L
- M
- N
- O
- P
- Q
- R
- S
- T
- U
- V
- W
- X
- Y
- Z

## S
| Blason de Sabarat | Blason  | D'or à sept sabres de gueules posés en pal et rangés en orle.                                                  |
| Blason de Sabarat | Détails | Armes parlantes (Sabarat ⇒ sabres). Le statut officiel du blason reste à déterminer. Auteur(s)Charles d'Hozier |

| Blason de Saint-Amadou | Blason  | D'or à un écusson d'azur.                                                  |
| Blason de Saint-Amadou | Détails | Le statut officiel du blason reste à déterminer. Auteur(s)Charles d'Hozier |

| Blason de Saint-Félix-de-Tournegat | Blason  | De sable au chevron d'argent accompagné en pointe de trois besants du même mal ordonnés. |
| Blason de Saint-Félix-de-Tournegat | Détails | Le statut officiel du blason reste à déterminer.                                         |

| Blason de Saint-Girons | Blason  | D'azur à une cloche d'or.                                                  |
| Blason de Saint-Girons | Détails | Le statut officiel du blason reste à déterminer. Auteur(s)Charles d'Hozier |

| Blason de Saint-Jean-du-Falga | Blason  | Parti : au 1er d'or à trois pals de gueules, à la croix cléchée, vidée et pommetée de douze pièces du champ brochant en cœur, au 2e d'azur à la montagne de trois pics de sinople enneigés d'argent, au pont d'argent brochant en cœur et posé sur une rivière sinueuse du champ bordée de deux rives de sinople, à deux fougères stylisées d'argent, posées en chevron renversé, mouvant d'un annelet du même rempli de sinople et brochant en pointe sur le parti,. |
| Blason de Saint-Jean-du-Falga | Détails | Le statut officiel du blason reste à déterminer. |

| Blason de Saint-Lary | Blason  | D'azur à la montagne de sinople enneigée d'argent, au chef tiercé en pal, au 1er d'or à la croix tréflée de gueules, au 2e d'azur à la coquille couchée d'or, au 3e d'or à l'orle de gueules. Devise / CriSe pasas per aqui, y retornaras (« Si tu passes par ici, tu y reviendras »)   |
| Blason de Saint-Lary | Détails | La montagne est pour le pic de la Calabasse, la coquille symbolise le chemin du piémont pyrénéen, itinéraire du pèlerinage de Saint-Jacques-de-Compostelle, qui traverse la commune et enfin l'orle est repris des armes du Couserans. Le statut officiel du blason reste à déterminer. |

| Blason de Saint-Lizier | Blason  | D'or à une cloche d'azur.                                                  |
| Blason de Saint-Lizier | Détails | Le statut officiel du blason reste à déterminer. Auteur(s)Charles d'Hozier |

| Blason de Saint-Quentin-la-Tour | Blason  | D'azur à la tour droite, crénelée de six pièces, de gueules dessinée aux traits d'argent, ajourée de trois meurtrières du même rangées en fasce, posée sur un tertre de sinople dessiné aux traits aussi d'argent et chargé de deux épis de blé d'or les tiges passées en sautoir, l'ensemble posé en fasce, les épis vers senestre; au comble d'or chargé d'une flamme de gueules adextrée d'une roue dentée de sable et senestrée d'un marteau posé en bande du même. |
| Blason de Saint-Quentin-la-Tour | Détails | * Il y a là non-respect de la règle de contrariété des couleurs : ces armes sont fautives ( gueules et sinople sur azur). La colline et les épis évoquent l'agriculture, la flamme, les arts et le feu, la roue dentée, les moulins et le marteau, les forges. La tour pour le nom de la commune Le statut officiel du blason reste à déterminer. Auteur(s)Jean-Pierre Augot.                                                                                           |

| Blason de Saint-Quirc | Blason  | De sinople à une fasce dentée d'argent accompagnée de trois croix de Malte d'or. |
| Blason de Saint-Quirc | Détails | adoptée le 10 octobre 2016. Auteur(s)J-F Binon                                   |

| Blason de Saint-Ybars | Blason  | De sinople à une croix d'or.                                               |
| Blason de Saint-Ybars | Détails | Le statut officiel du blason reste à déterminer. Auteur(s)Charles d'Hozier |

| Blason de Sainte-Foi | Blason  | Coupé d'argent et d'or.                          |
| Blason de Sainte-Foi | Détails | Le statut officiel du blason reste à déterminer. |

| Blason de Saurat | Blason  | De gueules à une vache surmontée de trois fleurs de lys, le tout d'argent. |
| Blason de Saurat | Détails | Le statut officiel du blason reste à déterminer.                           |

| Blason de Sautel | Blason  | D’or à la bande de sable coticée du même.        |
| Blason de Sautel | Détails | Le statut officiel du blason reste à déterminer. |

| Blason de Saverdun | Blason  | De gueules à un château donjonné d'or ouvert et ajouré du champ. |
| Blason de Saverdun | Détails | On explique assez mal comment la tour carrée de d'Hozier est devenue un chateau donjonné La municipalité utilise le chateau donjonné très schématisé, et le blasonne très succinctement en simple "chateau d'or" |
| Blason de Saverdun | Alias   | (L'historique de d'Hozier) De gueules à une tour carrée d'or. |

| Blason de Ségura | Blason  | D'argent à une larme de sable.                                             |
| Blason de Ségura | Détails | Le statut officiel du blason reste à déterminer. Auteur(s)Charles d'Hozier |

| Blason de Seix | Blason  | De gueules à deux clefs d'or contre-posées en fasce soutenues de deux truites au naturel contre-posées également. Devise / Cri« Soùn de Seich, cap de paùr » (je suis de Seix, je n'ai pas peur). |
| Blason de Seix | Détails | Le statut officiel du blason reste à déterminer. |

| Blason de Siguer | Blason  | D'or à deux lévriers de gueules accolés d'argent.                          |
| Blason de Siguer | Détails | Le statut officiel du blason reste à déterminer. Auteur(s)Charles d'Hozier |

| Blason de Soula (Ariège) | Blason  | Écartelé : d'un coupé de gueules et d'or, vêtu de l'un en l'autre (ville de Soula), et d'azur à trois billettes d'argent posées en bande (hameau de Saint-Cirac). |
| Blason de Soula (Ariège) | Détails | Fusion par écartelé des deux blasons de Soula et de son hameau Saint-Cirac Le statut officiel du blason reste à déterminer. Auteur(s)Charles d'Hozier             |
| Blason de Soula (Ariège) | Alias   | Coupé de gueules et d'or, vêtu de l'un en l'autre. |

Pas d'information pour les communes suivantes : Saint-Amans (Ariège), Saint-Bauzeil, Saint-Félix-de-Rieutord, Saint-Félix-de-Tournegat, Saint-Jean-d'Aigues-Vives, Saint-Jean-de-Verges, Saint-Jean-du-Castillonnais, Saint-Julien-de-Gras-Capou, Saint-Martin-d'Oydes, Saint-Martin-de-Caralp, Saint-Michel (Ariège), Saint-Paul-de-Jarrat, Saint-Pierre-de-Rivière, Saint-Victor-Rouzaud, Sainte-Croix-Volvestre, Sainte-Suzanne (Ariège), Salsein, Savignac-les-Ormeaux, Sem (Ariège), Senconac, Sentein, Sentenac-d'Oust, Sentenac-de-Sérou, Serres-sur-Arget, Sieuras, Sinsat, Sor (Ariège), Sorgeat, Soueix-Rogalle, Soulan, Suc-et-Sentenac, Surba, Suzan
- Haut – A
- B
- C
- D
- E
- F
- G
- H
- I
- J
- K
- L
- M
- N
- O
- P
- Q
- R
- S
- T
- U
- V
- W
- X
- Y
- Z

## T
| Blason de Tabre | Blason  | Parti : de gueules et d’or à la bande brochant de l'un en l'autre. |
| Blason de Tabre | Détails | Le statut officiel du blason reste à déterminer.                   |

| Blason de Tarascon-sur-Ariège | Blason  | D'azur à un château d'argent accompagné d'une guirlande de laurier du même. |
| Blason de Tarascon-sur-Ariège | Détails | Le statut officiel du blason reste à déterminer. Auteur(s)Charles d'Hozier  |

| Blason de Teilhet (Ariège) | Blason  | Écartelé : d'or et d'argent. |
| Blason de Teilhet (Ariège) | Détails | Cette partition permet au blason de ne pas contrevenir à la règle de contrariété des couleurs, mais reste discutable. Le statut officiel du blason reste à déterminer. |

| Blason de Tour-du-Crieu (La) | Blason  | De gueules à un château sommé de deux tours d'or, maçonné, ouvert et ajouré de sable à dextre, et à un arbre au naturel à senestre, le tout posé sur une terrasse de sinople chargée d'un ruisseau en filet en barre d'argent, au chef cousu d 'azur chargé de trois fleurs de lys d'argent. |
| Blason de Tour-du-Crieu (La) | Détails | Le statut officiel du blason reste à déterminer. |

| Blason de Tourtouse | Blason  | D'argent au chevron de sinople accompagné de trois mouchetures d'hermine de sable. |
| Blason de Tourtouse | Détails | Le statut officiel du blason reste à déterminer.                                   |

| Blason de Tourtrol | Blason  | De sable à un triangle d’or.                     |
| Blason de Tourtrol | Détails | Le statut officiel du blason reste à déterminer. |

| Blason de Trémoulet | Blason  | D'argent à un franc-quartier de sable.                                     |
| Blason de Trémoulet | Détails | Le statut officiel du blason reste à déterminer. Auteur(s)Charles d'Hozier |

| Blason de Troye-d'Ariège | Blason  | Palissé de deux pièces et demi d'argent et d'azur.                         |
| Blason de Troye-d'Ariège | Détails | Le statut officiel du blason reste à déterminer. Auteur(s)Charles d'Hozier |

Pas d'information pour les communes suivantes : Taurignan-Castet, Taurignan-Vieux, Thouars-sur-Arize, Tignac
- Haut – A
- B
- C
- D
- E
- F
- G
- H
- I
- J
- K
- L
- M
- N
- O
- P
- Q
- R
- S
- T
- U
- V
- W
- X
- Y
- Z

## U
Pas d'information pour les communes suivantes : Unac, Unzent, Urs (Ariège), Ussat, Ustou

## V
| Blason de Vals | Blason  | Taillé d’or et d’argent.                         |
| Blason de Vals | Détails | Le statut officiel du blason reste à déterminer. |

| Blason de Varilhes | Blason  | D'argent à deux fasces de vair. |
| Blason de Varilhes | Détails | Différences entre dessin et blasonnement : le blason ici dessiné est un menu-vair de deux tires par fasce alors que le blason est dit de vair standard, sans mention d'un nombre de tires. Le statut officiel du blason reste à déterminer. Auteur(s)Charles d'Hozier |

| Blason de Ventenac | Blason  | Taillé émanché d'or et de gueules.                                         |
| Blason de Ventenac | Détails | Le statut officiel du blason reste à déterminer. Auteur(s)Charles d'Hozier |

| Blason de Vernajoul | Blason  | D'azur à la fasce d'or.                          |
| Blason de Vernajoul | Détails | Le statut officiel du blason reste à déterminer. |

| Blason de Le Vernet | Blason  | Coupé : au 1er parti au I d'argent à la grenouille contournée de sinople soutenue d'une divise ondée d'azur, au II d'argent au vergne au naturel, au 2e d'or à trois pals de gueules. |
| Blason de Le Vernet | Détails | Le statut officiel du blason reste à déterminer. |

| Blason de Verniolle | Blason  | Écartelé : au 1er de gueules à l'église du lieu d'or couverte au naturel, au 2e à une grappe de pourpre feuillée de deux pièces de sinople, au 3e d'or à deux feuilles de verne de sinople posées en chevron couché, au 4e de gueules au pont romain du lieu de même maçonné d'argent. |
| Blason de Verniolle | Détails | adopté en 2010. Auteur(s)Léo B., un enfant du village |

| Blason de Vicdessos | Blason  | Écartelé : d'or et d'azur, à quatre tours de l'un en l'autre.              |
| Blason de Vicdessos | Détails | Le statut officiel du blason reste à déterminer. Auteur(s)Charles d'Hozier |

| Blason de Villeneuve-d'Olmes | Blason  | De sinople à un chevron d'or et un chef de même.                           |
| Blason de Villeneuve-d'Olmes | Détails | Le statut officiel du blason reste à déterminer. Auteur(s)Charles d'Hozier |

| Blason de Villeneuve-du-Paréage | Blason  | Tranché : de gueules et d’or à la tour d’argent maçonnée, ouverte et ajourée de sable, accompagnée à dextre d’une tête de crosse de tenné, à senestre d’une croix cléchée, pommetée de douze pièces et vidée d’or et en pointe d’une plume d’azur posée en fasce. |
| Blason de Villeneuve-du-Paréage | Détails | Particularité : l'écu utilisé par la mairie a la forme d'un « basel » (pelle à battre le linge) et est surmonté d'une couronne royale, l'un des seuls en France. La tour : construite sur une butte par le comte Gaspard de Caillau, en 1213, assurait la protection du village. Elle se trouvait sur l’actuelle « place du château » et fut détruite en 1629. La crosse : Symbole des évêques, présents lors de la signature du paréage en 1251. La croix du Languedoc : au Moyen Âge, Villeneuve était rattachée au comté de Mirepoix qui appartenait au Haut-Languedoc. La plume : lieu-dit où était implanté l’ancien village de Villeneuve. Le statut officiel du blason reste à déterminer. |

| Blason de Vira | Blason  | Tranché : de sinople et d'or.                                              |
| Blason de Vira | Détails | Le statut officiel du blason reste à déterminer. Auteur(s)Charles d'Hozier |

| Blason de Viviès | Blason  | De sable, à un pal flamboyant d'or.                                        |
| Blason de Viviès | Détails | Le statut officiel du blason reste à déterminer. Auteur(s)Charles d'Hozier |

Pas d'information pour les communes suivantes : Vaychis, Vèbre, Verdun (Ariège), Vernaux, Villeneuve (Ariège), Villeneuve-du-Latou